# Samantha Donnelly
Samantha „Sami“ Donnelly (* 13. Dezember 2001 in Christchurch) ist eine neuseeländische Radsportlerin.

## Sportlicher Werdegang
Sami Donnelly ist eine Tochter des Radsportlers Nigel Donnelly. Er startete bei den Olympischen Spielen 1988 und 1992 in der Mannschaftsverfolgung und errang 1990 in dieser Disziplin Gold bei den Commonwealth Games. Wie seine Tochter später in einem Interview berichtete, sei es von jeher ihr Traum gewesen, dem Vater sportlich nachzueifern.
2017 wurde Donnelly neuseeländische Straßenmeisterin der Juniorinnen. Im Jahr darauf startete sie bei den Junioren-Bahnweltmeisterschaften und errang mit dem neuseeländischen Junioren-Team Silber in der Mannschaftsverfolgung, und 2019 erneut. Auf nationaler Ebene wurde sie 2018 in dieser Disziplin nationale Meisterin der Elite. Bei den Ozeanien-Meisterschaften gewann Neuseeland ebenfalls Silber in der Mannschaftsverfolgung. Zudem holte sie jeweils Bronze im Ausscheidungsfahren und mit Bryony Botha im Zweier-Mannschaftsfahren.
Im Olympiajahr 2024 gewann der neuseeländische Frauen-Vierer mit Donnelly die ersten beiden Läufe des UCI Track Cycling Nations’ Cup in Adelaide und in Hongkong, für die Spiele selbst war sie als Ersatz vorgesehen. Im Herbst 2024 fuhr sie die Track Champions League, die sie auf dem achten Platz abschloss.

## Erfolge

### Bahn
2018
- Junioren-Weltmeisterschaft – Mannschaftsverfolgung (mit Ally Wollaston, Annamarie Lipp und McKenzie Milne)
- Neuseeländische Meisterin – Mannschaftsverfolgung (mit Elyse Fraser, Annamarie Lipp und Katerina Smith)

2019
- Junioren-Weltmeisterschaft – Mannschaftsverfolgung (mit Emily Paterson, Mckenzie Milne und Ally Wollaston)

2023
- Ozeanien-Meisterschaft – Mannschaftsverfolgung (mit Prudence Fowler, Jessie Hodges und Rylee McMullen)
- Ozeanien-Meisterschaft – Ausscheidungsfahren, Zweier-Mannschaftsfahren (mit Bryony Botha)

2024
- Nations’ Cup #1 in Adelaide – Mannschaftsverfolgung (mit Ally Wollaston, Bryony Botha, Emily Shearman und Michaela Drummond)
- Nations’ Cup #2 in Hongkong – Mannschaftsverfolgung (mit Bryony Botha, Emily Shearman und Nicole Shields)
- Ozeanien-Meisterschaften – Madison (mit Ally Wollaston)

2025
- Ozeanien-Meisterin – Ausscheidungsfahren, Madison (mit Bryony Botha), Mannschaftsverfolgung (mit Emily Shearman, Prudence Fowler, Rylee McMullen und Bryony Botha)
- Ozeanien-Meisterschaften – Einerverfolgung, Scratch, Punktefahren

### Straße
2017
- Neuseeländische Junioren-Meisterin – Straßenrennen